# Lhakpa Sherpa
Lhakpa Sherpa (in nepalese Lakhpa Sherpa; Nepal, 1973) è un'alpinista nepalese che ha scalato dieci volte il monte Everest nel periodo tra il 2000 e il 2022.

## Biografia
Lhakpa Sherpa, il cui nome deriva dal giorno della settimana in cui è nata, mercoledì, e il cognome dal gruppo etnico Sherpa, discendenti di nomadi tibetani abituati a vivere in condizioni climatiche estreme, è nata in una grotta nella regione ed è cresciuta a Balakharka, un villaggio nella regione del Makalu, nell’Himalaya nepalese. Ha sette sorelle e quattro fratelli. Poiché in Nepal solo i maschi potevano andare a scuola, non ha ricevuto un'istruzione formale ma parla cinque lingue. Il padre era un mercante itinerante e da bimba Lhakpa lo accompagnò spesso in Tibet, per vendere sale nei villaggi. Talora camminavano per un mese in ambienti montuosi. Uno dei suoi fratelli più grandi la introdusse alle escursioni di gruppo. A 15 anni iniziò a lavorare come facchino, consegnando rifornimenti ai campi base. A quel tempo, era insolito che una ragazza facesse il facchino. 
La sorella Ming Kipa, nata nel 1988, raggiunse la vetta del Monte Everest il 22 maggio 2003 all'età di 15 anni, scalando con Lhakpa e il fratello Mingma Gyula, divenendo la persona più giovane conosciuta ad aver raggiunto la vetta del monte Everest (altri scalatori giovanissimi sono stati Temba Tsheri che scalò l'Everest a 16 anni nel 2001 e Jordan Romero a 13 anni nel 2010). La BBC ha dichiarato che furono i primi tre fratelli a raggiungere insieme la vetta, come riconosciuto dal Guinness dei primati.
È stata sposata per 12 anni con Gheorghe Dijmărescu, un rumeno-americano. Si incontrarono nel 2000 a Katmandu e si sposarono nel 2002. Dopo il matrimonio si trasferirono negli Stati Uniti, dove Gheorghe ha lavorato nell'edilizia. Dijmărescu era violento con la moglie. Il giornalista statunitense Michael Kodas, presente nell'ascesa sull’Everest nel 2004, descrisse Dijmărescu come collerico e violento. Nel 2012 Lhakpa Sherpa fu portata al pronto soccorso e un assistente sociale la ricoverò con le due figlie in una casa rifugio per otto mesi. Attualmente è residente negli Stati Uniti ed è occupata in vari lavori e si prende cura delle due figlie e del figlio, avuto da una precedente relazione. 
In varie interviste ha sottolineato il suo desiderio per la montagna, una condizione precedentemente riscontrata in scalatori come George Mallory e Yūichirō Miura, secondo il quotidiano britannico The Daily Telegraph.

## Carriera
Il 18 maggio 2000 è diventata la prima donna nepalese a scalare con successo l'Everest e scenderne incolume. In precedenza, nel 1993, Pasang Lhamu Sherpa era stata la prima donna nepalese a raggiungere la vetta dell'Everest ma morì nella discesa. 
Nel 2003 la PBS statunitense affermò che Lhakpa aveva raggiunto la vetta del monte Everest tre volte, il numero più alto per una donna. Nel maggio 2003 raggiunse la vetta con la sorella quindicenne Ming Kipa e il fratello Mingma Gyula. Entro il 2007 Lhakpa Sherpa aveva raggiunto la vetta dell'Everest sei volte dal 1999 e suo marito nove. Quell'anno ospitarono una presentazione sul loro viaggio sull'Everest del 2007, con donazioni per la Quaker Lane Cooperative Nursery School. Gheorghe e Lhakpa raggiunsero la vetta del monte Everest 5 volte insieme. Nel 2016, dopo aver completato la settima scalata dell'Everest, dal versante tibetano, sono iniziati i riconoscimenti, in ambito giornalistico, di donna con il maggior numero di scalate dell'Everest. Lhakpa ha scalato il monte Everest più di qualsiasi altra donna al mondo: la sua decima scalata è avvenuta il 12 maggio 2022, che ha finanziato tramite una campagna di crowdfunding.
Ha fondato "Lhakpa Sherpa Climb Any Mountain”, il cui obiettivo è quello di far sì che persone, provenienti da tutto il mondo, in particolare donne ed emarginati, riscoprano la propria forza anche attraverso il contatto con la natura.
Scalate dell'Everest (consultabili su Himalayan Database): 2000, 2001, 2003, 2004, 2005, 2006, 2016, 2017, 2018, 2022.
Cime del K2: 27 luglio 2023.
Ulteriori spedizioni:
- Spedizione per scalare il K2 nel 2010, non raggiunse la vetta ma arrivò al campo 3 prima di essere respinta dal maltempo.
- Spedizione all'Everest nel 2015; raggiunse il campo base in Tibet, ma fu respinta dal sisma in Nepal del 25 aprile 2015.

Nel 2016 è stata inserita dalla BBC tra le 100 donne più influenti e ispiratrici. Il 24 aprile 2023, Lhakpa ha vinto il prestigioso premio indiano Tenzing Norgay National Adventure. Ha anche ricevuto una sponsorizzazione per scalare il K2.

## Riconoscimenti
- Nel 2021 apparve nel Guinness World Record per il maggior numero di ascensioni dell'Everest da parte di una donna[13].

- Nel 2022 è stata inserita nella Connecticut Women's Hall of Fame dopo aver scalato l'Everest per la decima volta[14].

## Filmografia
- Mountain Queen: The Summits of Lhakpa Sherpa, regia di Lucy Walker, 2023[15].

- Queen of the Mountain - Lhakpa Sherpa, Blue Ridge PBS Echo TV, 29 marzo 2024, su https://www.youtube.com/watch?v=VuywoR5aXEI
- 'Mountain Queen: The Summits of Lhakpa Sherpa' with filmmakers | Academy Conversations, Oscars, 1 agosto 2024, su https://www.youtube.com/watch?v=o6gGRPbbtQQ